# Lammijärvi (sjö i Salo, Egentliga Finland)
Lammijärvi är en sjö i kommunen Salo i landskapet Egentliga Finland i Finland. Arean är 44 hektar och strandlinjen är 5,73 kilometer lång. Sjön  ingår i Kisko ås och Bjärnå å huvudavrinningsområde.   Den ligger omkring 60 kilometer öster om Åbo och omkring 89 kilometer väster om Helsingfors. 